# کالج بهاراتا ماتا
کالج بهاراتا ماتا یک مؤسسه آموزش عالی است که در Thrikkakara، کوچی، در ایالت کرالا در جنوب هند واقع شده‌است. این کالج وابسته به دانشگاه مهاتما گاندی است و ۱۷ رشته در مقطع کارشناسی، ۶ دوره فوق لیسانس و ۲ برنامه حرفه ای ارائه می‌دهد. پردیس اصلی دارای چهار مرکز تحقیقاتی در زمینه‌های شیمی، ریاضیات و بازرگانی است و به عنوان مرکز خارج از دانشگاه برای مدرسه آموزش از راه دور دانشگاه مهاتما گاندی عمل می‌کند. دارای درجه A+ است که توسط شورای ارزیابی و اعتبارسنجی ملی (NAAC) از سال ۲۰۱۹ تأیید شده‌است.
این دانشگاه در ابتدا به دانشگاه کرالا وابسته بود. پنج سال بعد، چهار رشته در مقطع کارشناسی معرفی شد و کالج به عنوان یک کالج معمولی ارتقا یافت. در سال ۱۹۷۶، اعتبار آن توسط کمیسیون کمک‌های مالی دانشگاه تمدید شد و زمانی که دانشگاه مهاتما گاندی در سال ۱۹۸۳ تأسیس شد، کالج تحت صلاحیت آن قرار گرفت. این کالج در سال ۲۰۰۳ وضعیت درجه B را از شورای ارزیابی و اعتبارسنجی ملی دریافت کرد. یک دهه بعد، NAAC در ارزیابی سال ۲۰۱۴ مؤسسه را به درجه A ارتقا داد. در ارزیابی نوامبر ۲۰۱۹ توسط NAAC نمره به A+ افزایش یافت.